# Ebrahim Ashtiani
Ebrahim Ashtiani (en persa: ابراهیم اشتیانی‎; Teherán, 4 de enero de 1942 - Teherán, Irán, 24 de octubre de 2017) fue un futbolista iraní que jugaba en la posición de defensa.

## Carrera

### Club
| Periodo   | Club                 |
| --------- | -------------------- |
| 1964–1968 | Shahin FC            |
| 1968–1976 | Persepolis FC        |
| 1969–1970 | → Paykan FC (cedido) |

### Selección nacional
Jugó para Irán de 1968 a 1974 donde anotó un gol en 35 partidos, ganó la Copa Asiática 1972 y el premio al mejor jugador del torneo, así como los Juegos Asiáticos de 1974 y la Copa Asiática 1968; y participó con la selección nacional en los Juegos Olímpicos de Múnich 1972.
Tras su jubilación fue asistente de Büyük Vatankhah en el Persepolis en la temporada de 1974–75 cuando al mismo tiempo era el campitán del equipo. Después fue nombrado entrenador asistente de la selección nacional sub-23. Luego entrenó al Poora por dos temporadas. Luego de que Mahmoud Khordbin renunciara al Persépolis FC se encargó de dirigir al equipo hasta que Khordbin regresó. Fue parte de la comisión técnica del club por años.
Murió el 24 de octubre de 2017 luego de sufrir una larga enfermedad.

## Logros

### Club
Shahin
- Liga de Teherán: 1965[1]

Persepolis
- Iran Pro League:  1971–72, 1973–74, 1975–76

### Selección nacional
- AFC Asian Cup: 1968, 1972[1]
- Juegos Asiáticos: 1974

### Individual
- Futbolista iraní del año: 1971[1]
- Mejor jugador de la AFC Asian Cup: 1972